# Mieczysław Lewicki (lekkoatleta)
Mieczysław Lewicki (ur. 29 listopada 1926 w Stablewicach, zm. 3 stycznia 2015) – polski lekkoatleta, średnio- i długodystansowiec, trener lekkoatletyczny oraz nauczyciel historii i wychowania fizycznego.
Był żołnierzem 2 Korpusu Polskiego. Ukończył studia na Akademii Wychowania Fizycznego w Warszawie w 1954 (otrzymał magisterium z wychowania fizycznego w 1972) oraz na Wydziale Humanistycznym Uniwersytetu Mikołaja Kopernika w Toruniu (magisterium z historii w 1962).

## Kariera sportowa
Zajął 8. miejsce w finale biegu na 1500 metrów podczas Akademickich Mistrzostw Świata (UIE) w 1951 w Berlinie.
Był wicemistrzem Polski w biegu na 5000 metrów w 1951, a także brązowym medalistą w biegach na 1500 metrów i na 5000 metrów w 1952 oraz w biegu przełajowym na średnim dystansie (6 kilometrów) w 1955 i 1956. Zdobył również złoty medal halowych mistrzostw Polski w biegu na 3000 metrów w 1951, srebrne medale na tym dystansie w 1949 i 1950 oraz brązowy medal w sztafecie 3 × 800 metrów w 1948.
W 1950 dwukrotnie wystąpił w biegu na 1500 metrów w lekkoatletycznych meczach reprezentacji Polski, bez zwycięstw indywidualnych.
Po zakończeniu kariery pracował jako trener i nauczyciel.
Został pochowany 8 stycznia 2015 na Cmentarzu św. Jerzego w Toruniu.

## Rekordy życiowe
Źródło:
| Konkurencja         | Data i miejsce             | Wynik   |
| ------------------- | -------------------------- | ------- |
| bieg na 800 metrów  | 2 października 1955, Toruń | 1:56,0  |
| bieg na 1000 metrów | 1 maja 1955, Wałcz         | 2:31,4  |
| bieg na 1500 metrów | 19 czerwca 1954, Warszawa  | 3:53,8  |
| bieg na 3000 metrów | 19 czerwca 1955, Warszawa  | 8:17,4  |
| bieg na 5000 metrów | 23 października 1955, Łódź | 14:32,0 |